# Острава
О́страва, Остра́ва (чеш. Ostrava слушатьо файле) (IPA: [ˈɔstrava], сил. Uostrawa, нем. Ostrau) — статутный город на востоке Чешской Республики, административный центр Моравскосилезского края и района Острава-город. Расположен в южной (чешской) Силезии на месте слияния рек Остравице, Одра и Опава.
Третий по величине город Чехии (после столицы Праги и Брно) и второй в Моравии. Формирует вторую в стране и крупнейшую в Моравии более чем миллионную городскую агломерацию (превосходящую Брненскую). Численность населения города — 299,6 тыс. жит. (2012), полной агломерации — 1,15 млн жит. (2004). Площадь города — 214 км².
Город с более чем семисотлетней историей, рост которого тесно связан с эксплуатацией и переработкой открытого в регионе высококачественного чёрного угля, что дало Остраве индустриальный вид и неофициальное название «стальное сердце республики» во времена существования социалистической Чехословакии. Многие компании тяжёлой индустрии сейчас закрыты или трансформированы.

## История

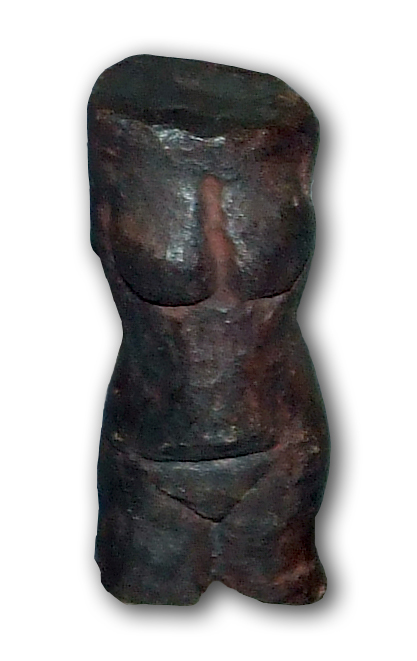
Петршковицкая Венера (верхний палеолит)

Археологические раскопки подтвердили, что на месте нынешней Остравы люди селились ещё 25 тыс. лет назад (граветтская культура). В Средние века через эти места проходил Янтарный путь. Польска-Острава впервые упоминается в 1229 году, Моравска-Острава — в 1267 году. Со временем экономическое значение Остравы упало, и до конца XVIII века она была маленьким провинциальным ремесленным городком с населением около тысячи жителей.
В 1763 году были найдены крупные запасы угля, что привело к индустриальному буму и притоку населения в город.

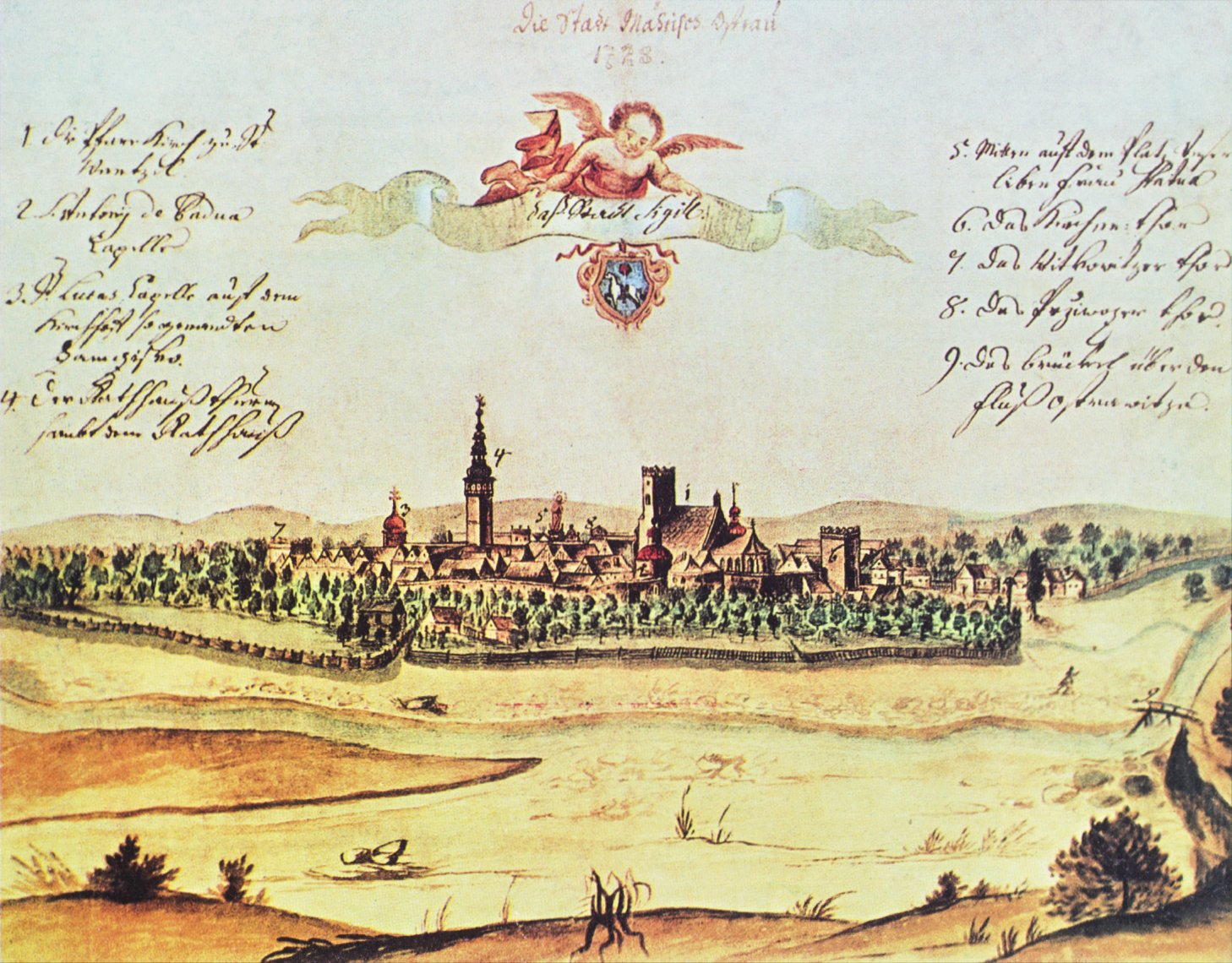
Вид на Остраву, XVIII век

В 1830 году в городе был построен металлургический завод. В 1847 году была построена железная дорога, соединившая Остраву с Веной.

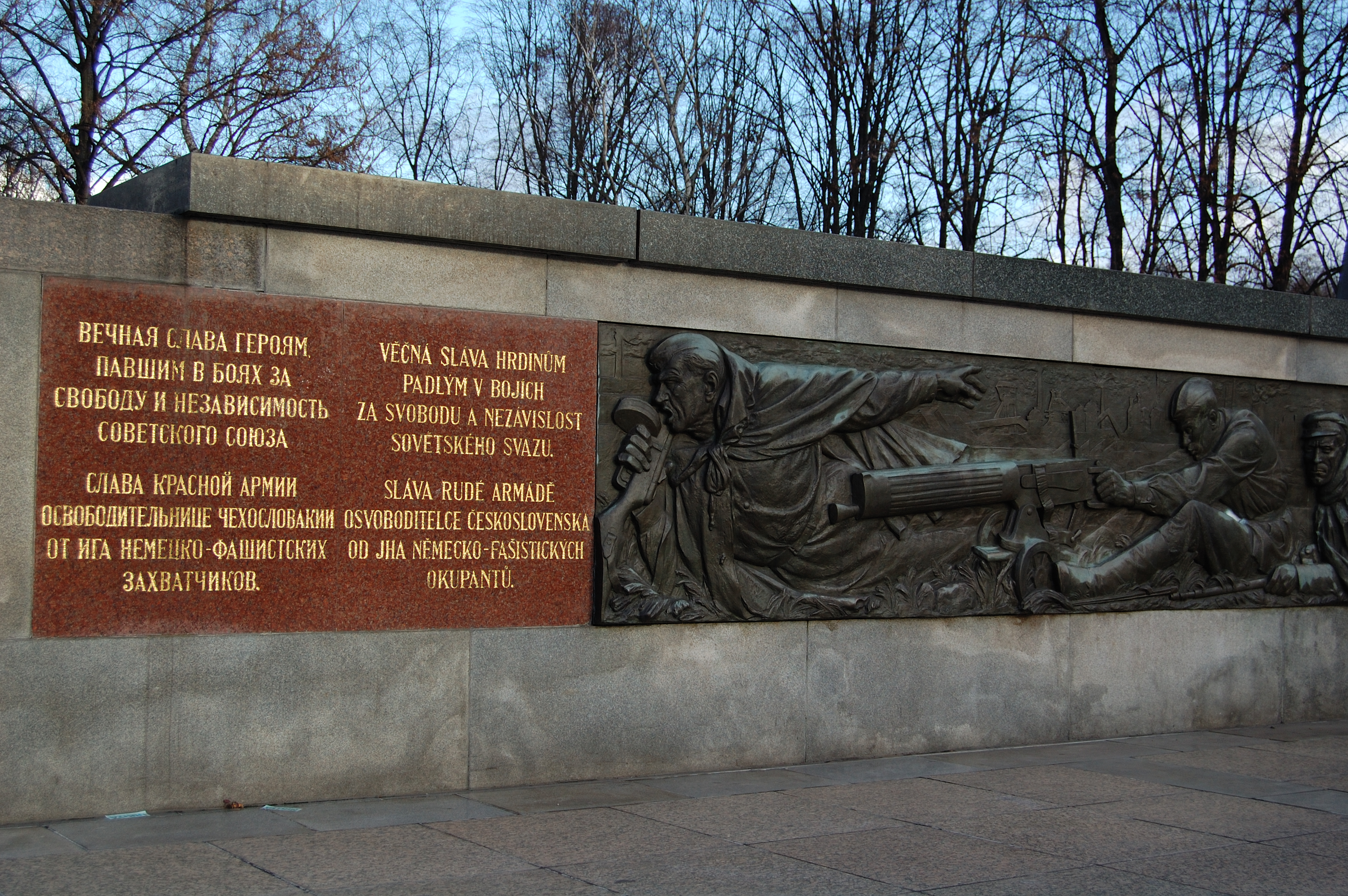
Памятный комплекс, в честь победы Красной Армии

В 1941 году были объединены Моравская Острава (чеш. Moravská Ostrava) и Силезская Острава (чеш. Slezská Ostrava). Во время Второй мировой войны Острава как центр металлургии подверглась разрушительной бомбардировке англо-американской авиации. С января по апрель 1945 года советские войска пытались овладеть Моравска-Остравой в ходе Моравско-Остравской операции, всё это время на подступах к городу шли тяжёлые бои. Острава была освобождена от немцев только 30 апреля 1945 года.
В социалистический период город был восстановлен после войны и снова стал одним из главных промышленных центров Чехословакии. Острава являлась центром Северо-Моравского края ЧССР (ныне Моравско-Силезский край Чехии). После подавления Пражской весны, в период «Нормализации», руководителем города и края был крупный функционер КПЧ Мирослав Мамула. В 1970—1986 годах Мамула являлся почти неограниченным правителем Остравы.
После бархатной революции 1989 года и перехода к рыночной экономике промышленность Остравы испытала период депрессии и подверглась реструктуризации. В 1994 году по причине нерентабельности и нежелания чешских властей дотировать эту отрасль в окрестностях города была прекращена добыча угля. Металлургические предприятия были проданы транснациональным компаниям: завод Nová huta в 2003 году был продан группе Mittal Steel, завод Vitkovice в 2005 году — холдингу ЕвразХолдинг.
В декабре 2019 года в городе произошло массовое убийство, ставшее вторым по числу жертв убийством в истории независимой Чехии.

## География

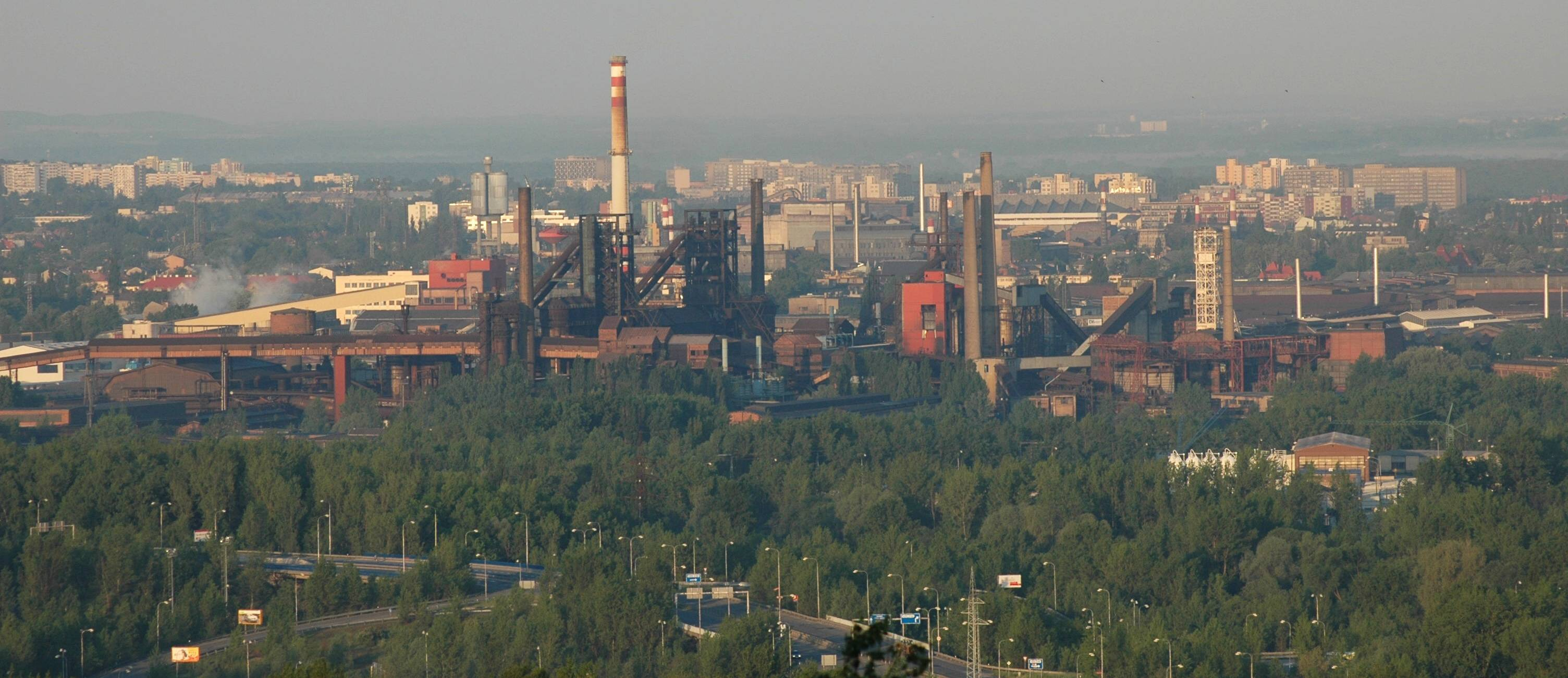

Острава расположена на северо-восточной окраине Чешской Республики, близко от границы с Польшей (15 км) и Словакией (55 км) в 370 км восточнее Праги. Она простирается над северной частью долины Моравские Ворота (Moravská brána), протянувшейся с севера на юг. Средняя высота — около 210 м над уровнем моря.
Главная река города — Остравице, её приток Лучина.

### Климат
Местный климат умеренный, с тёплым летом и холодной влажной зимой. Из-за восточного расположения города континентальный климат чуть более резкий, чем в остальной части страны. Среднегодовая температура — 8,6 °C (января — −2.4°, июля — 17,8°), среднегодовое количество осадков — около 700 мм.
- Среднегодовая температура воздуха — 8,7 °C
- Относительная влажность воздуха — 77,6 %
- Средняя скорость ветра — 3,6 м/с

| Показатель                           | Янв. | Фев. | Март | Апр. | Май  | Июнь | Июль | Авг. | Сен. | Окт. | Нояб. | Дек. | Год  |
| ------------------------------------ | ---- | ---- | ---- | ---- | ---- | ---- | ---- | ---- | ---- | ---- | ----- | ---- | ---- |
| Средний суточный максимум, °C        | 0,4  | 2,8  | 7,7  | 13,5 | 18,9 | 21,9 | 23,6 | 23,4 | 19,4 | 14,0 | 6,7   | 2,0  | 12,9 |
| Средняя температура, °C              | −1,7 | −0,6 | 3,3  | 8,6  | 13,8 | 16,5 | 18,7 | 18,3 | 13,8 | 9,3  | 3,6   | −0,3 | 8,7  |
| Средний суточный минимум, °C         | −5,6 | −4,1 | −0,8 | 3,0  | 7,3  | 10,6 | 11,9 | 11,6 | 8,7  | 4,7  | 0,9   | −3,2 | 3,8  |
| Норма осадков, мм                    | 27   | 30   | 34   | 52   | 91   | 104  | 91   | 92   | 59   | 42   | 45    | 34   | 701  |
| Источник: worldweather.org RETScreen |      |      |      |      |      |      |      |      |      |      |       |      |      |

## Загрязнение окружающей среды
В Остраве находятся несколько очень больших металлургических и коксовых заводов. Самый больший загрязнитель — ArcelorMittal Ostrava; в прилегающей к нему городской части Острава Бартовице самый плохой воздух в Чехии и в Европе. В этом районе предел допустимых выбросов для пыли и бензопирена в некоторые дни может быть превышен в 5-10 раз. У жителей Остравы очень часты аллергии, астма, сердечные заболевания, хронические заболевания дыхательных путей, и в результате общих заболеваний, таких как грипп или насморк, могут возникнуть серьёзные осложнения. Например в Остраве Бартовицих астма есть у 30 % детей дошкольного возраста, а у остальных детей часто развивается в последующие годы.
У жителей Остравы был обнаружен ген XRCC5, защищающий генетическую информацию ДНК от повреждения. Этот ген был прозван острагеном.

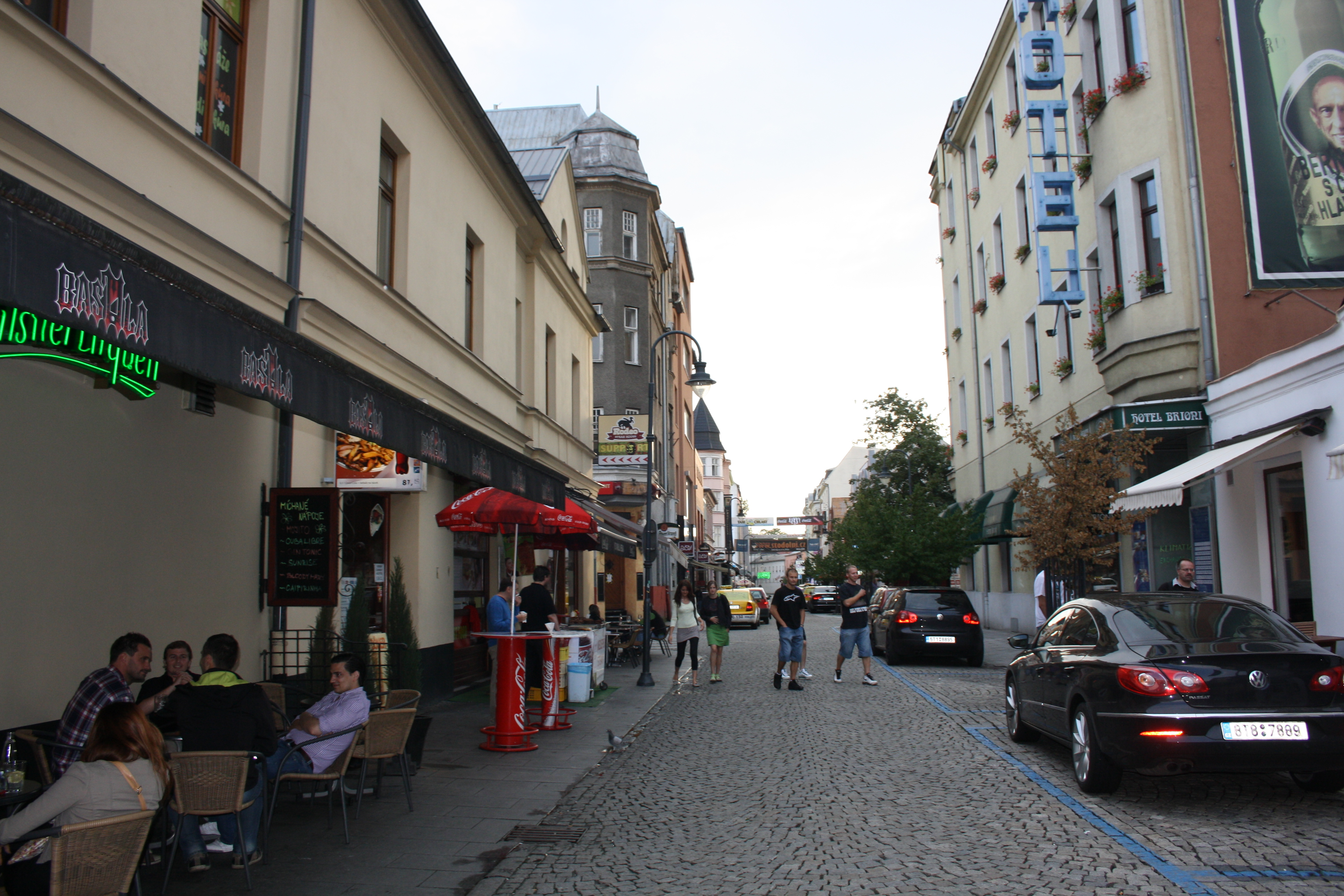
Острава, 2011 r.

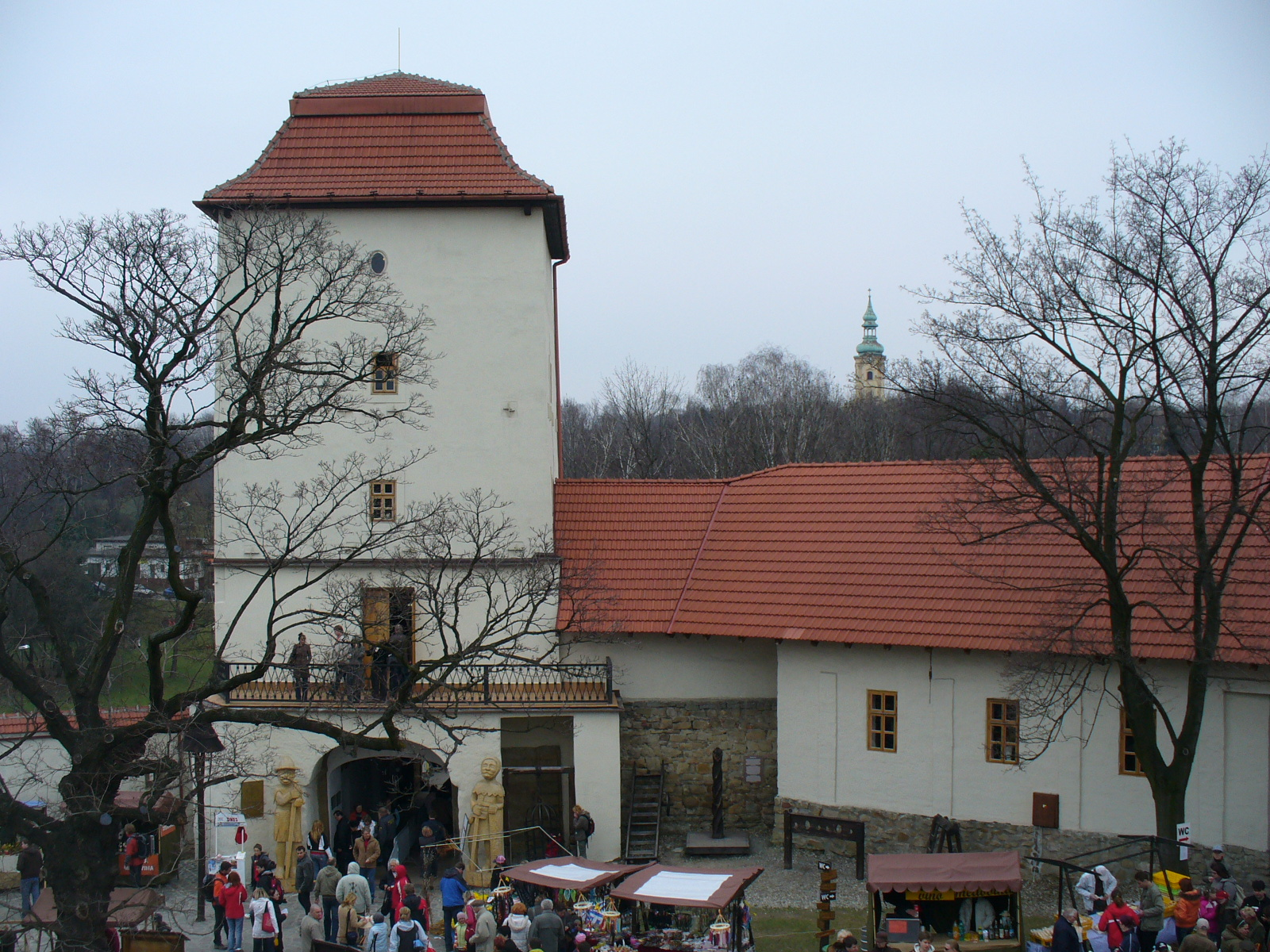
Силезско-Остравский замок

## Население
| 1869     | 1880     | 1890     | 1890     | 1900     | 1910     | 1921     | 1930     | 1950     |
| -------- | -------- | -------- | -------- | -------- | -------- | -------- | -------- | -------- |
| 38 598   | ↗56 128  | ↗84 492  | ↗316 744 | ↘144 550 | ↗186 084 | ↗198 438 | ↗219 528 | ↘183 662 |
| 1950     | 1961     | 1961     | 1970     | 1980     | 1980     | 1991     | 1991     | 2012     |
| ↗215 791 | ↗254 297 | ↘234 222 | ↗297 171 | ↗322 073 | →322 073 | ↗327 371 | →327 371 | ↘299 609 |
| 2013     | 2016     | 2017     | 2018     | 2019     | 2020     | 2021     | 2021     | 2022     |
| ↘297 400 | ↘292 681 | ↘291 634 | ↘290 450 | ↘289 128 | ↘287 968 | ↘284 982 | ↘282 450 | ↘279 791 |
| 2023     | 2024     | 2025     |          |          |          |          |          |          |
| ↗283 504 | ↗284 765 | ↘283 187 |          |          |          |          |          |          |

На 2003 население Остравы составляло 315 442 жителя, проживающих в 23 районах, образованных из слияния 34 бывших городков и деревень. Площадь Остравы — 212 км². Плотность населения — 1505 человек на км².
Исторически кроме чехов в Остраве проживало много поляков, немцев и евреев. Во время Второй мировой войны многие евреи были убиты или высланы в концентрационные лагеря. После войны немцы были высланы из Остравы, в соответствии с Декретами Бенеша, и в город начали прибывать словаки. Таким образом, большинство жителей Остравы (более чем 90 %) сейчас составляют чехи, в городе также проживает меньшинство словаков (около 3,4 %).
Население Остравы говорит на особом диалекте чешского языка, в котором сокращаются все гласные звуки, а ударение ставится на предпоследний слог, что делает диалект похожим на польский язык.
Из-за недавней реструктуризации тяжелой промышленности района уровень безработицы намного выше, чем в среднем по стране — 18,4 % (на 2004 год), что составляет около 30,000.

## Культура
В Остраве 4 театра: Národní divadlo moravskoslezské (Национальный театр Моравии-Силезии). У него два здания: Divadlo Antonína Dvořáka (имени Антонина Дворжака) и Divadlo Jiřího Myrona. Остальные театры: Divadlo Petra Bezruče (имени Петра Безруча), Komorní scéna Aréna (Камерный театр-арена) и Divadlo loutek (кукольный театр).
Большая часть действия в романе «Шутка» Милана Кундеры происходит в городе Острава.
В 1999 году Пётр Котик основал Ostrava Center for New Music.
Каждый год в городе проводят многожанровый музыкальный фестиваль «Colours of Ostrava».

## Университеты
В городе три университета:

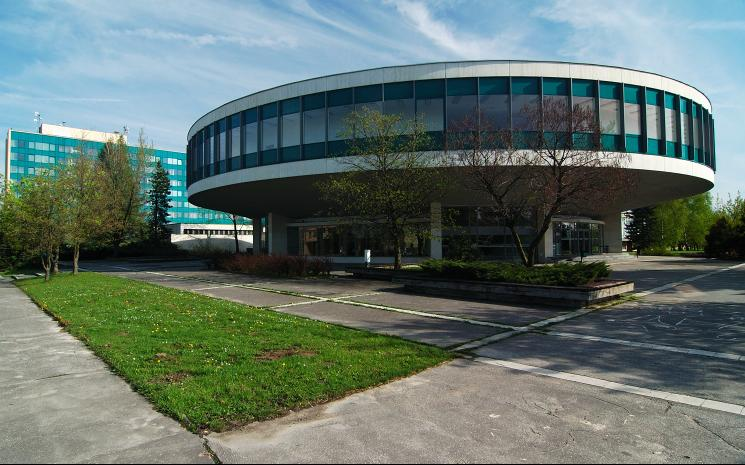
Технический университет Остравы

- Остравский технический университет[28]
- Университет Остравы[29]
- Бизнес Школа Остравы[30]

При Остравском техническом университете с финансированием из фондов ЕС был построен научно-технологический парк, в котором размещены филиалы нескольких международных IT компаний. Сотрудниками данных компаний становятся в том числе выпускники университета.

## Транспорт
Городской транспорт представлен трамваем (крупнейшая сеть в Моравии и вторая в стране), троллейбусом, автобусом и такси.

### Трамвай
Трамвай в Остраве ходит начиная с 18 августа 1894, когда была открыта первая линия от нынешнего главного железнодорожного вокзала Остравы до Витковице, на линии ходили паровые трамваи. Проезд целого маршрута занимал 42 минуты. Продолжительность всех путей составляет 65,7 км, ширина колеи — 1435 мм. На 2008 год в Остраве действовали 16 линий трамвая. Линии с 1 по 14 и 17 — дневные, и 18, 19 линии — ночные. В 2018 году был городом Острава модернизирован общественный транспорт, и на остравских рельсах можно увидеть трамвай Stadler Tango NF2.

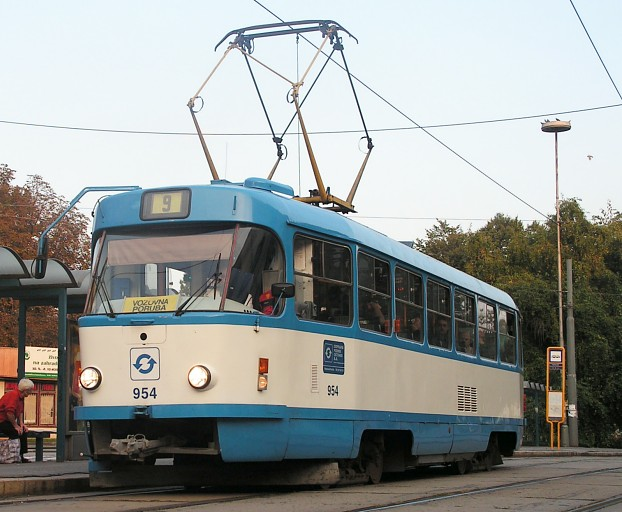
Tatra T3
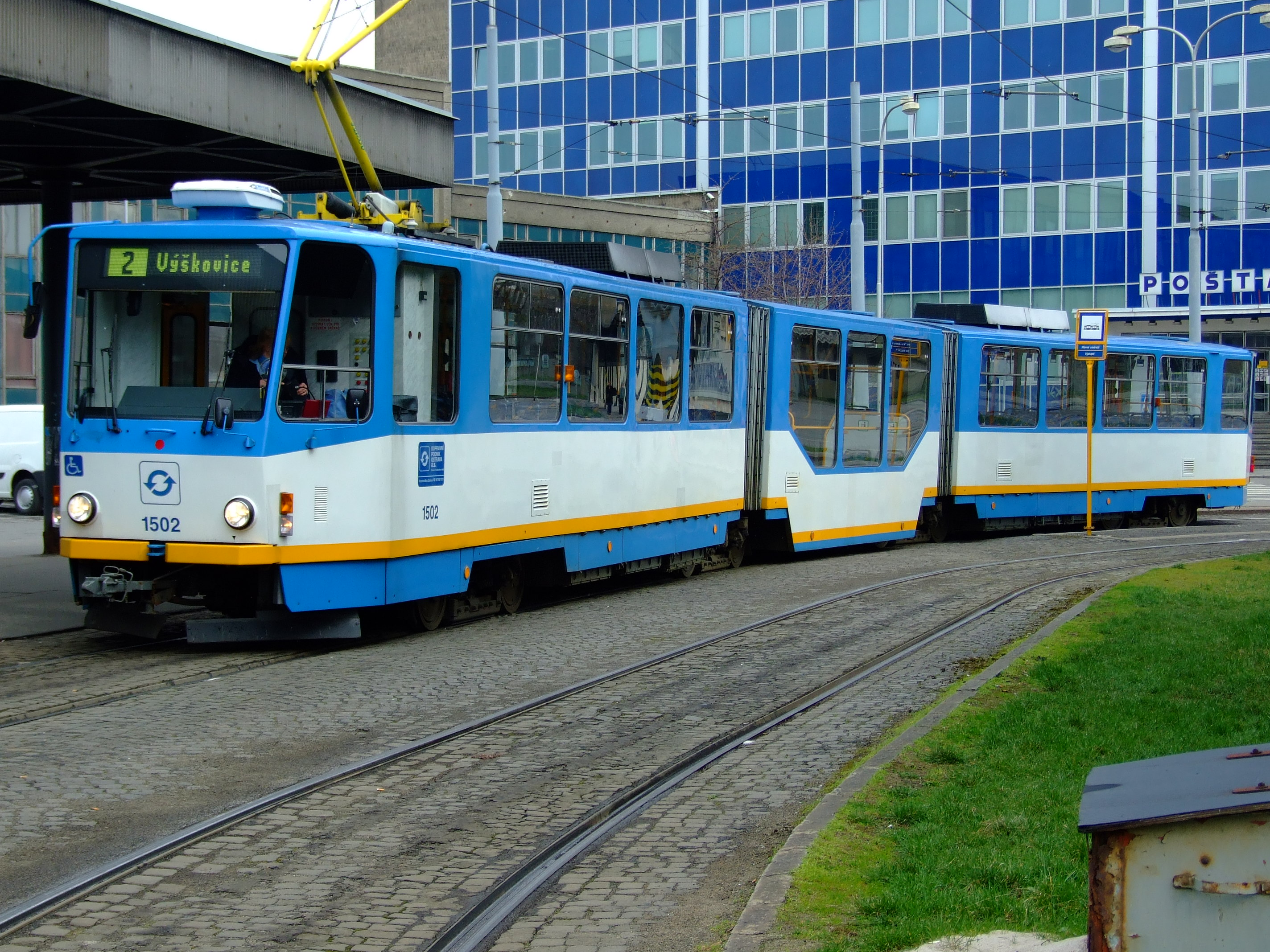
Tatra KT8D5
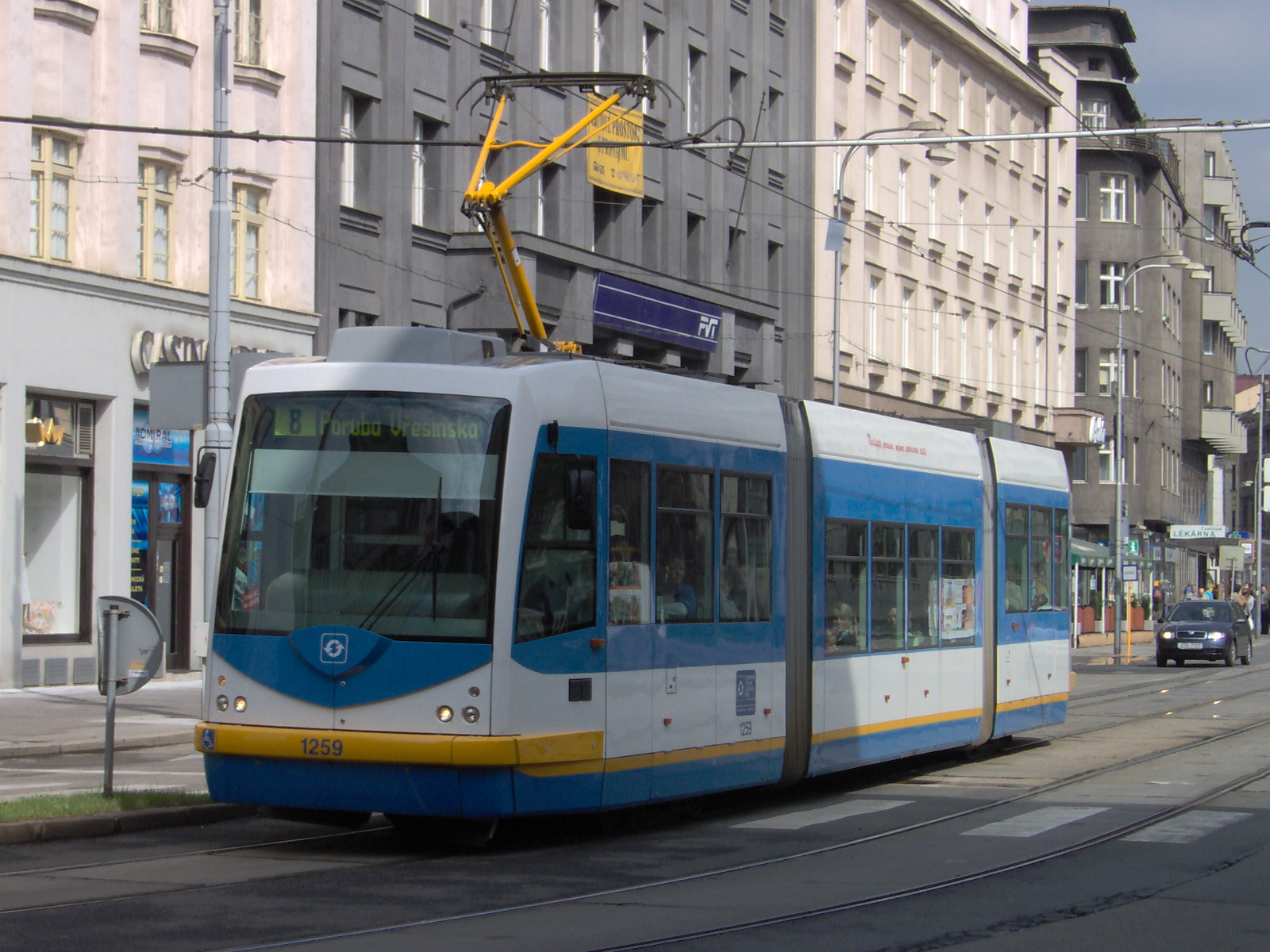
Inekon 01 Trio
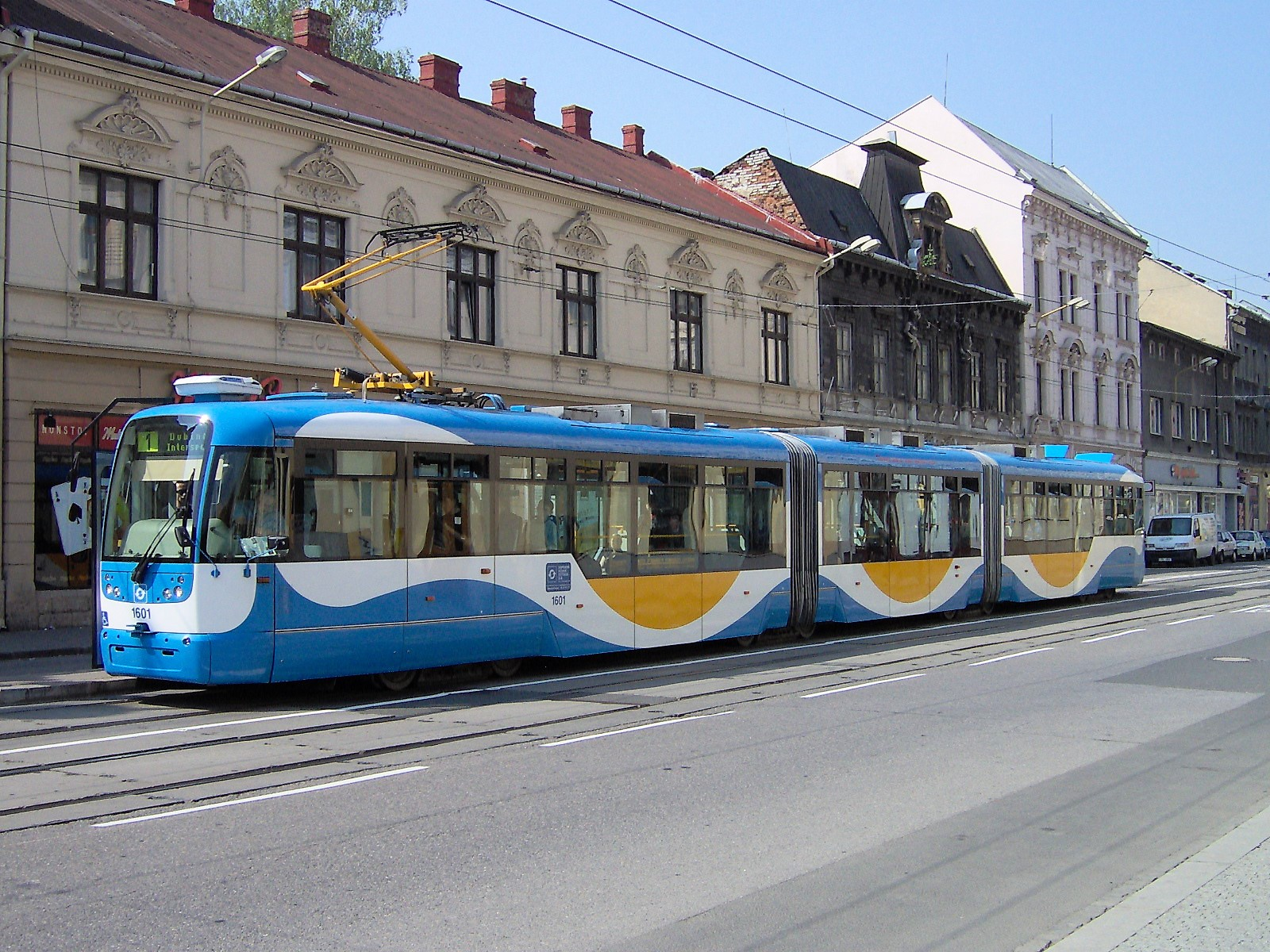
Vario LF3
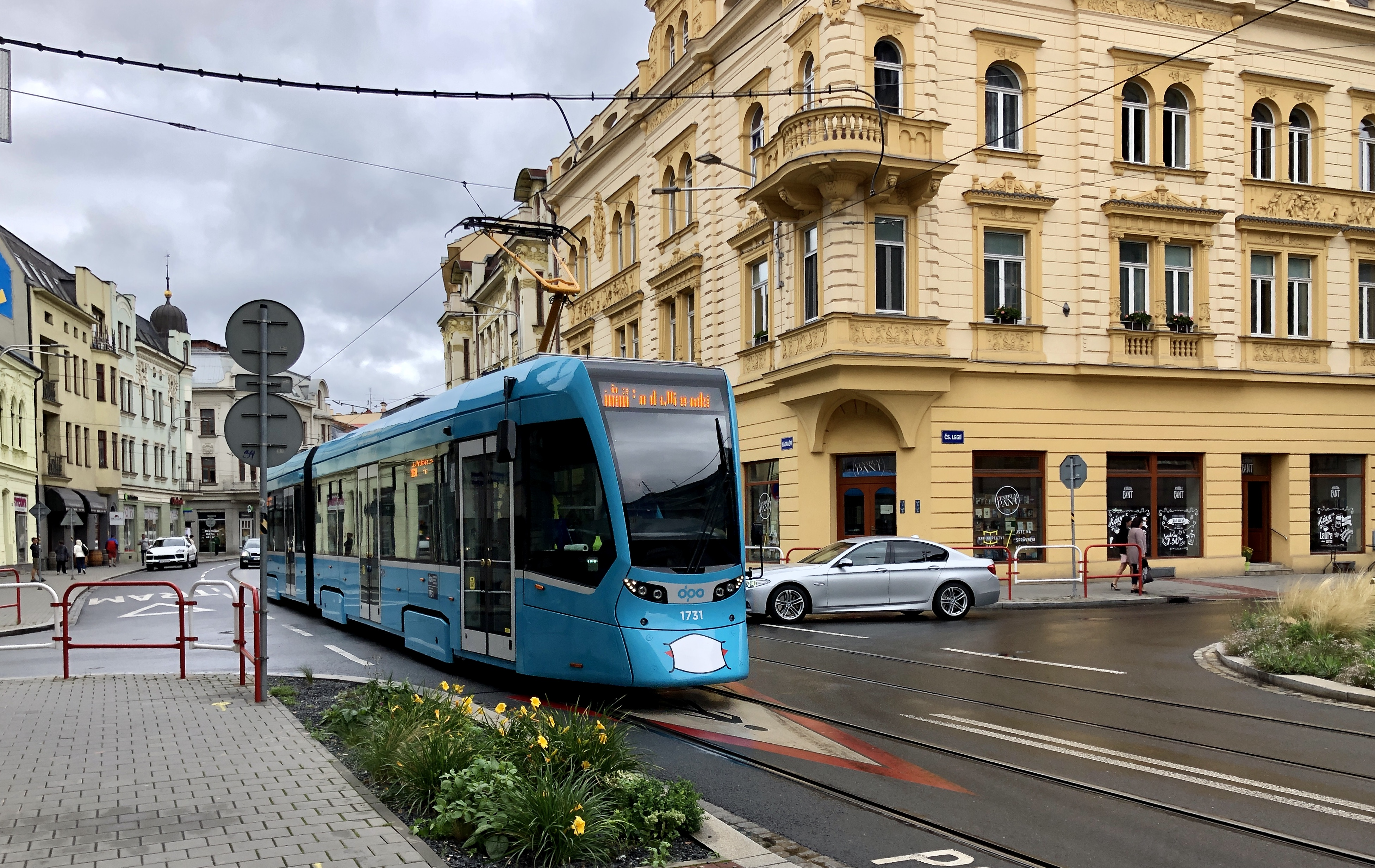
Stadler Tango NF2

### Троллейбусы
Первая троллейбусная окружная линия была открыта 9 мая 1952 года. Около 1960 года троллейбусы замещали узкоколейный трамвай. На сегодняшний день существует 9 троллейбусных линий. В ближайшем будущем планируется создание линий в городские части Бартовице и Франтишков.

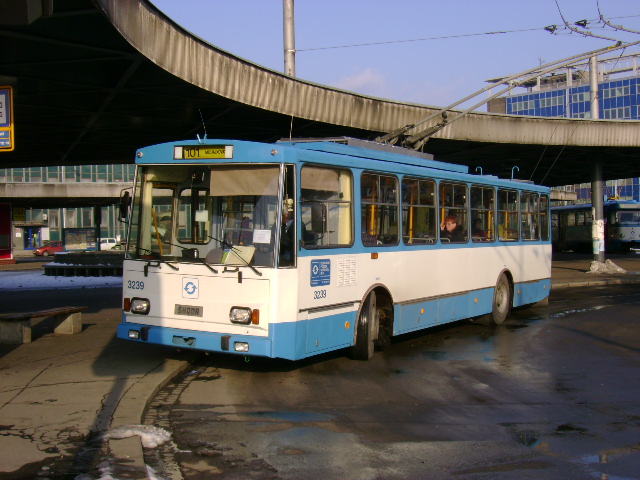
Škoda 14Tr
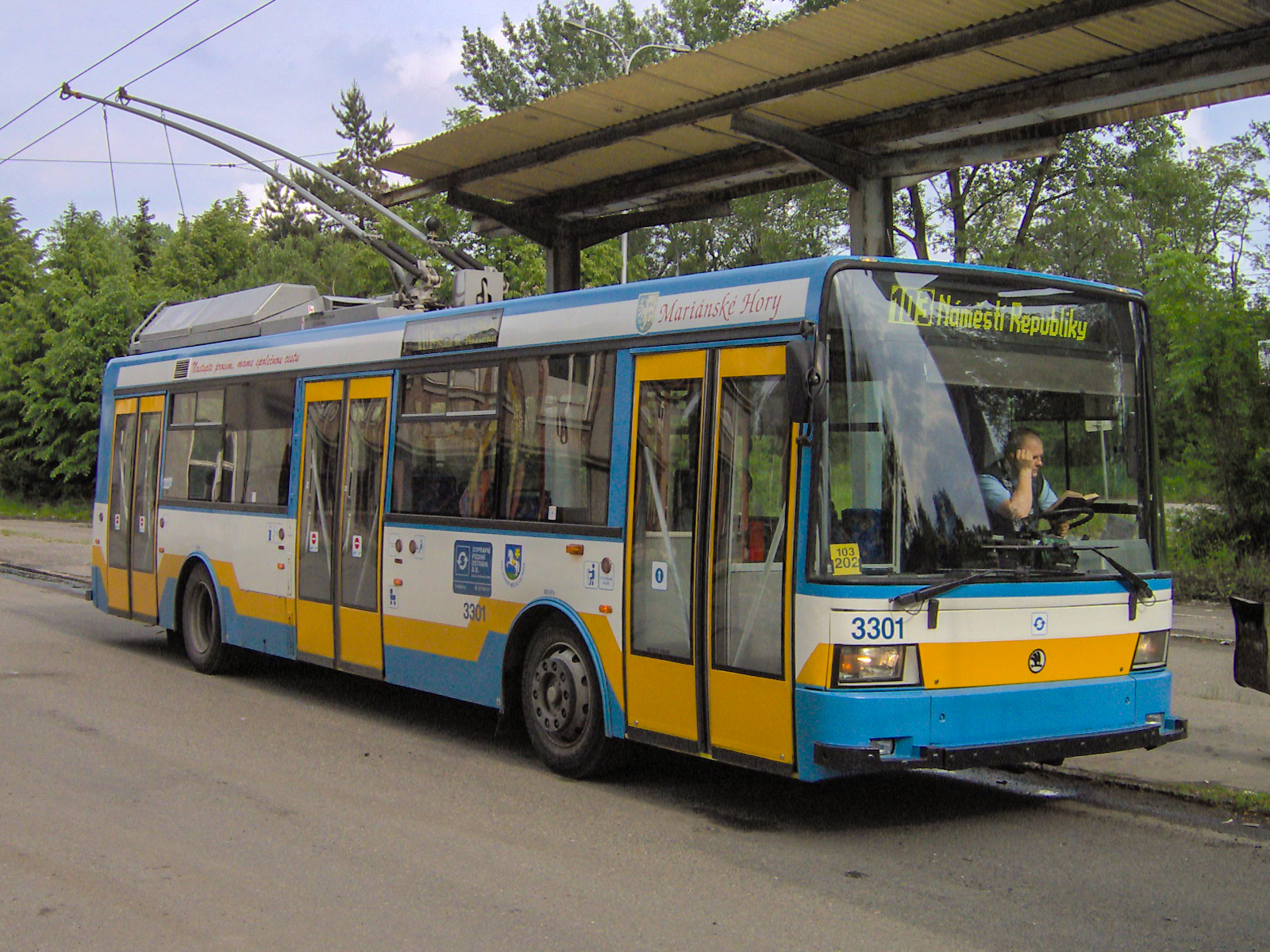
Škoda 21Tr
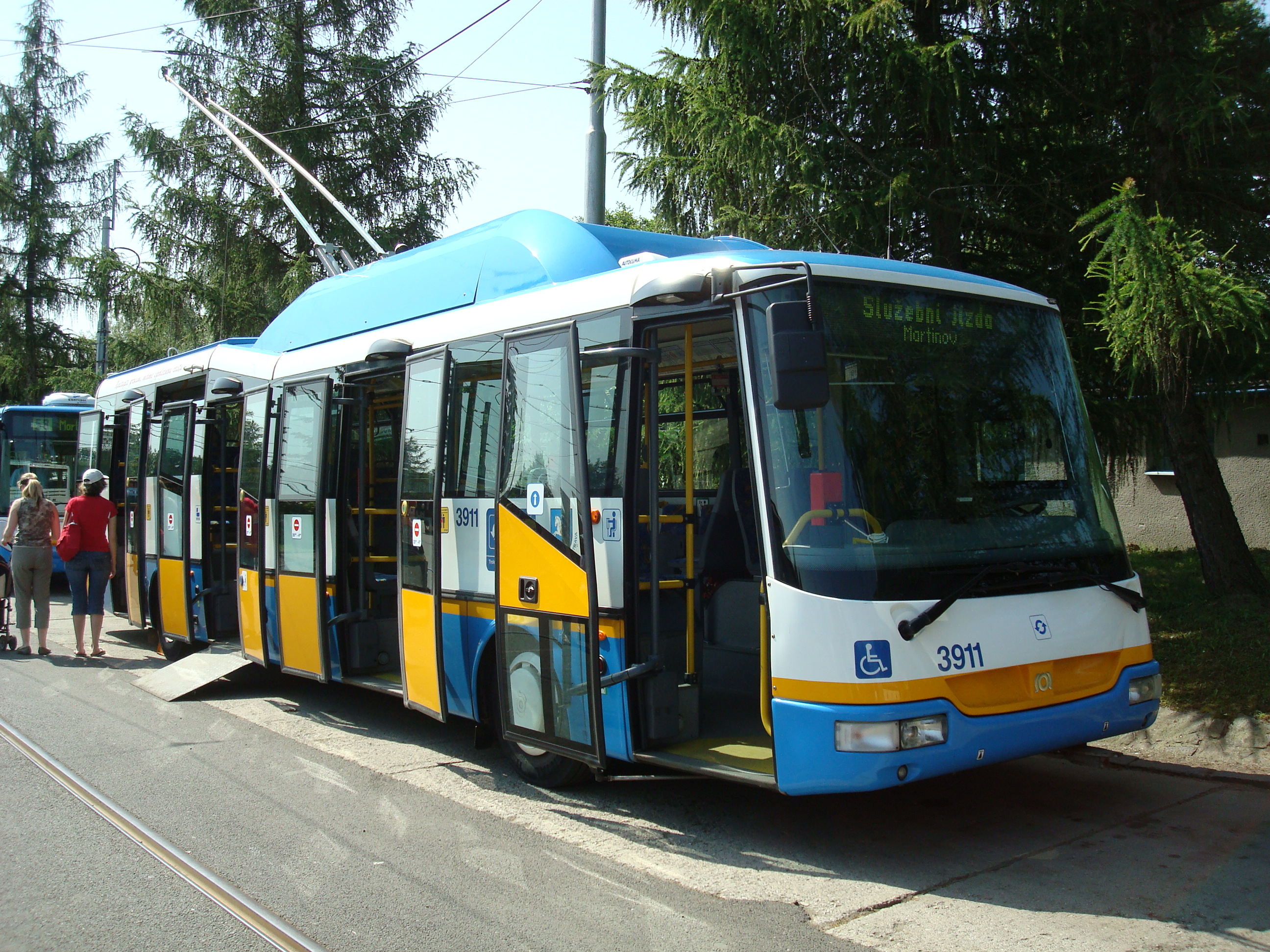
SOR ТN 12
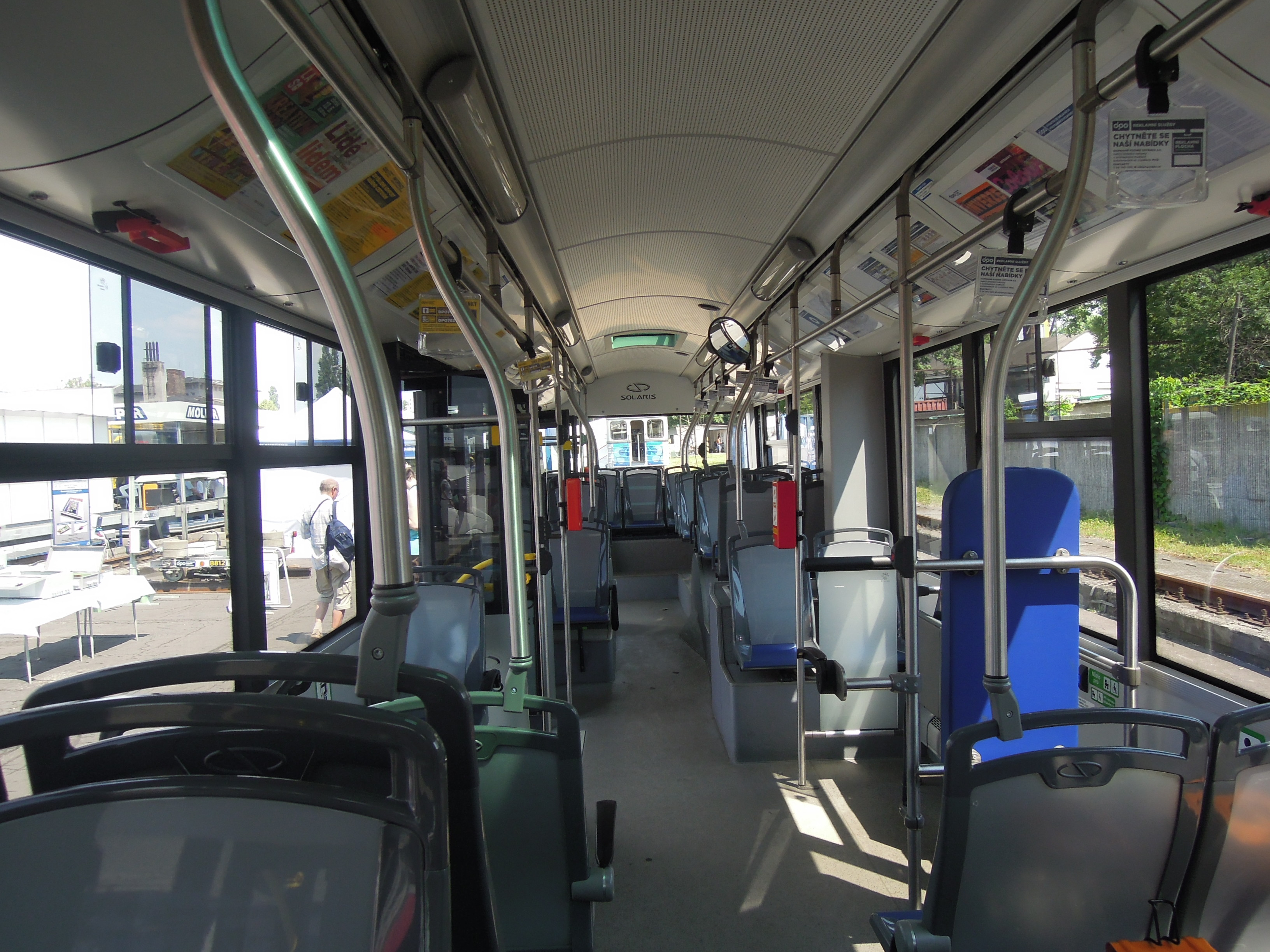
Интерьер троллейбуса Škoda 26Tr

### Автобусы
Автобусное движение было открыто в 1930. Сегодня действует приблизительно 60 автобусных линий. Номера линий — от 20 до 99. Наиболее широкое применение автобусы получили в 1970—1980 годах. До семидесятых годов была главным поставщиком автобусов являлась компания Кароса, в последующие годы начала поставлять автобусы компания Икарус. С 2000 года поставками автобусов на маршруты Остравы занялась также компания Соларис. Начиная с 90-х годов вся техника окрашивается в цвета транспортного предприятия Острава. В апреле 2021 года в Остраве начали курсировать двухэтажные автобусы.

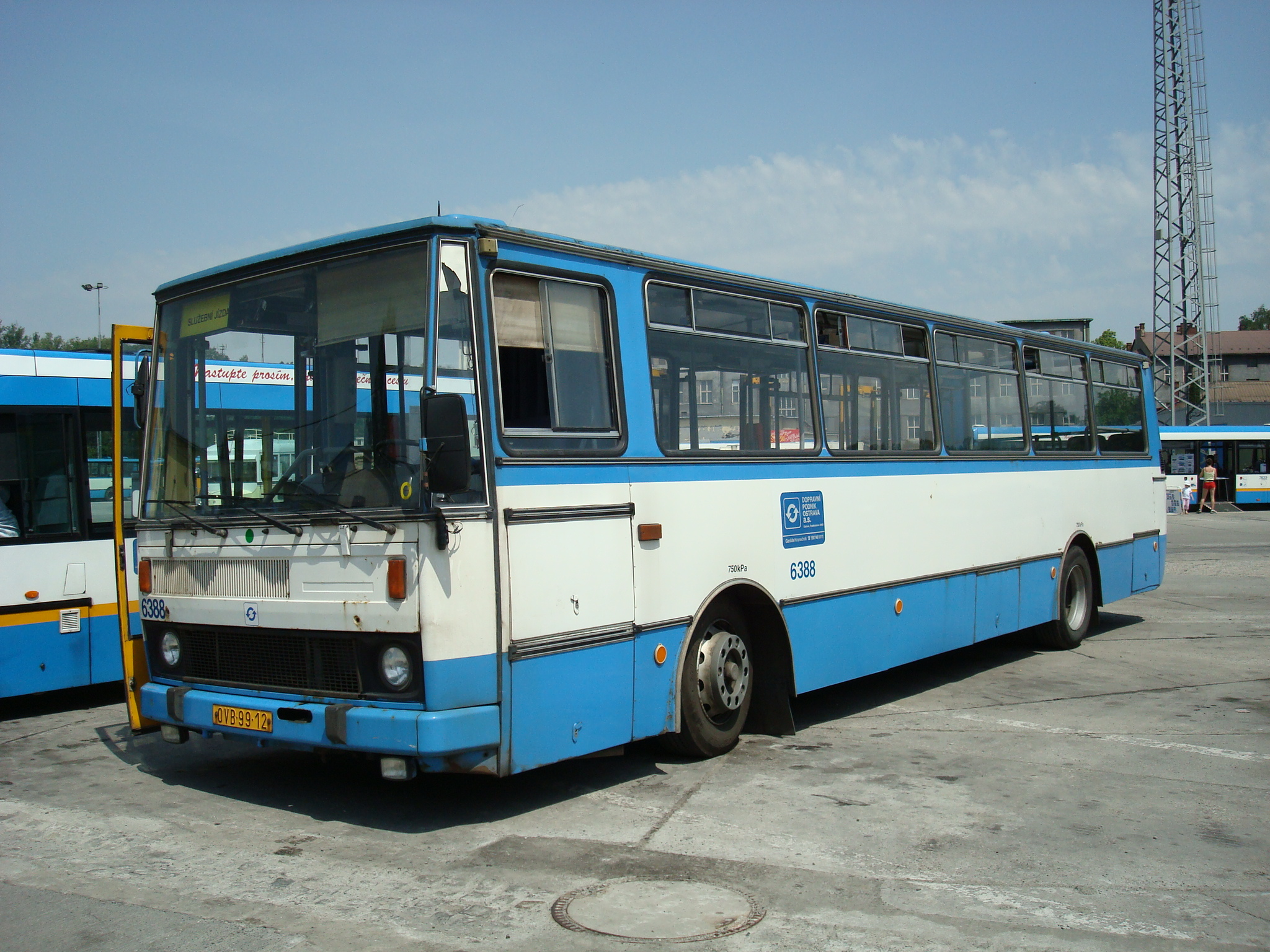
Karosa B 732
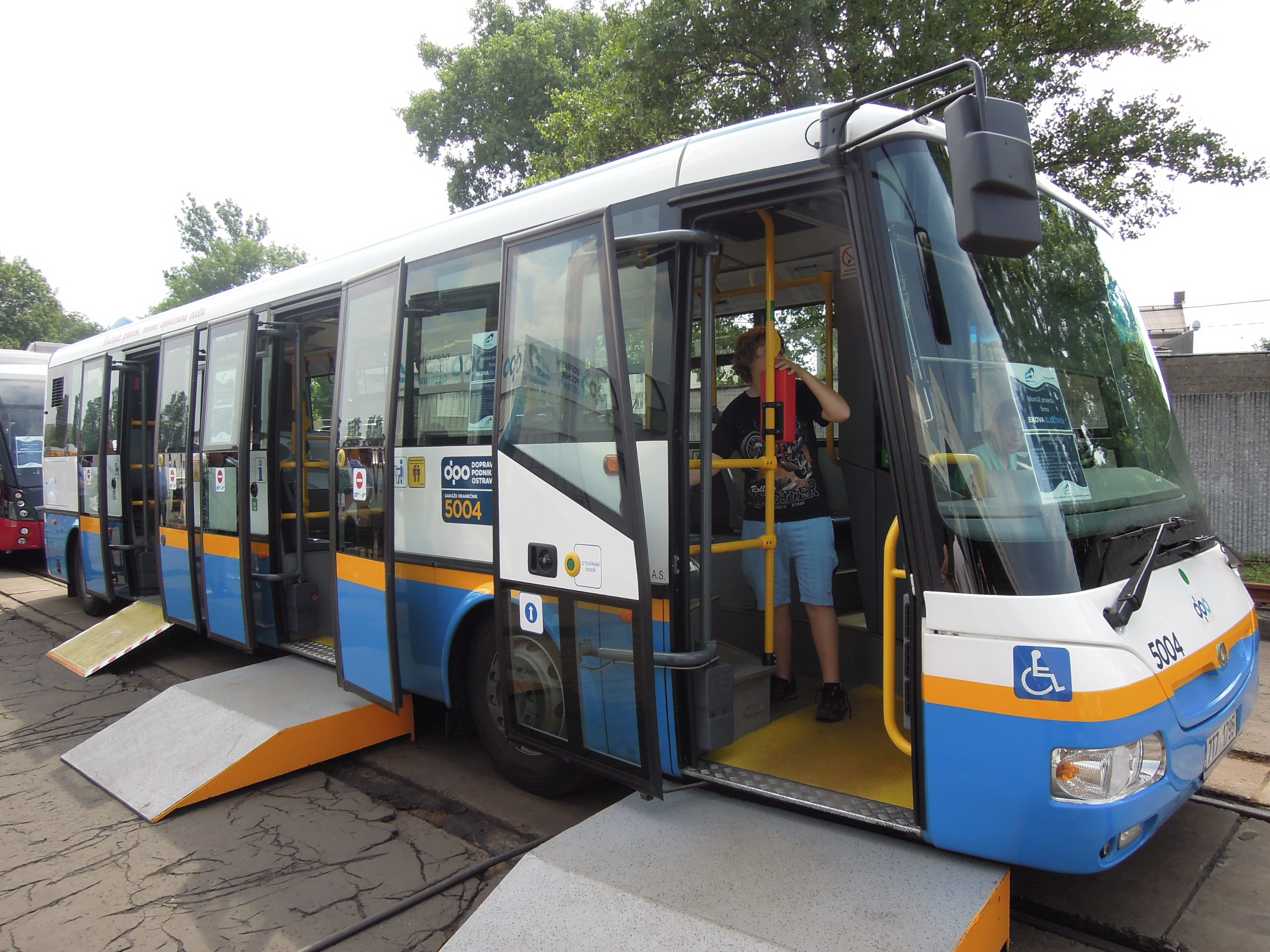
SOR EBN 10,5
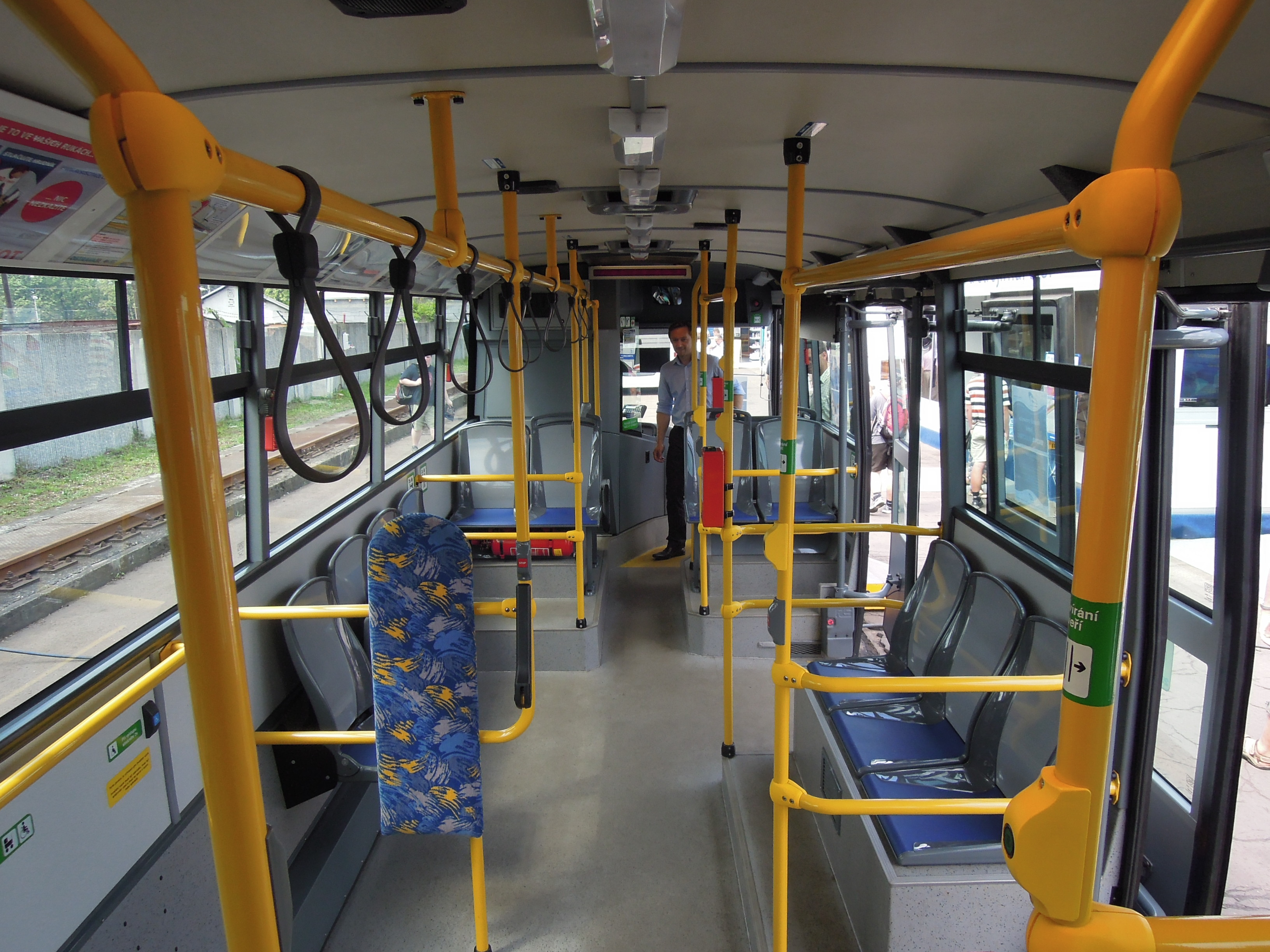
Интерьер автобуса SОR EBN 10,5
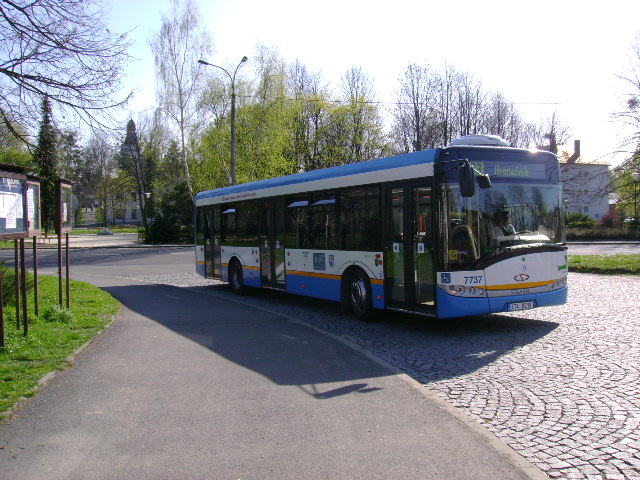
Solaris Urbinо
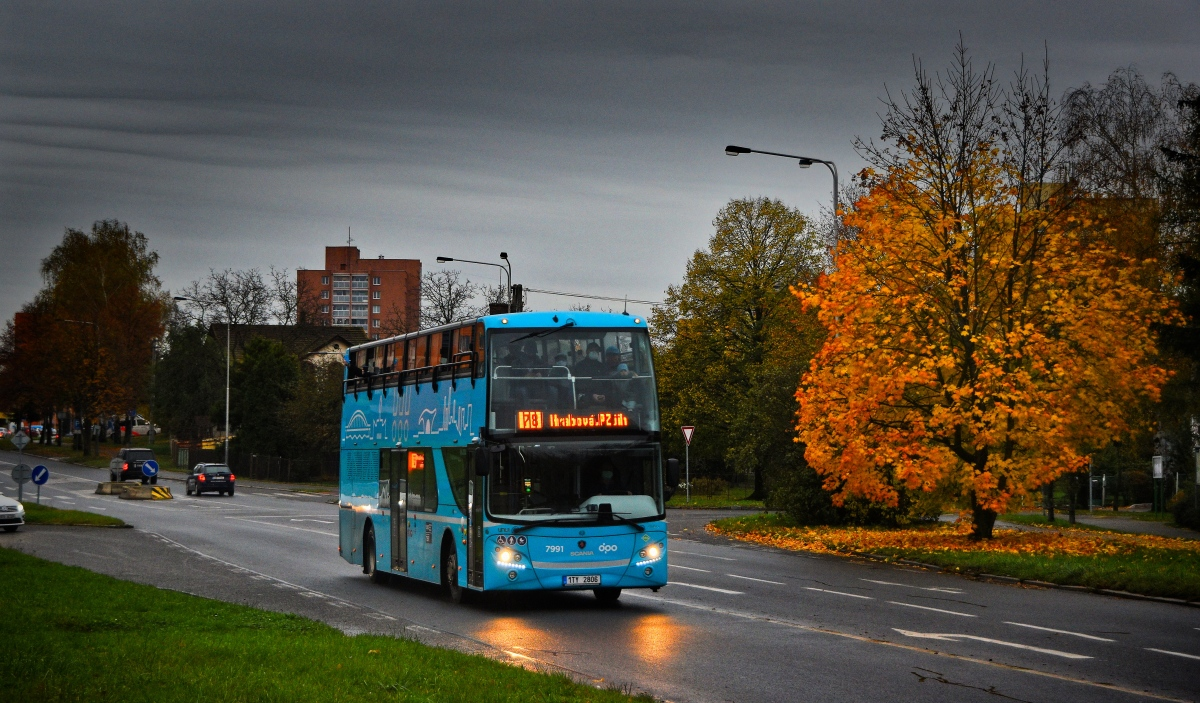
UNVI Urbis DD

### Авиатранспорт
В 20 км от города находится международный аэропорт Леоша Яначка, из которого совершаются регулярные рейсы в Вену и Прагу.

## Спорт в Остраве
Футбольные команды:
- «Баник»[32]
- ФК «Витковице»[33]

Хоккейные команды:
- ХК «Витковице»[34]

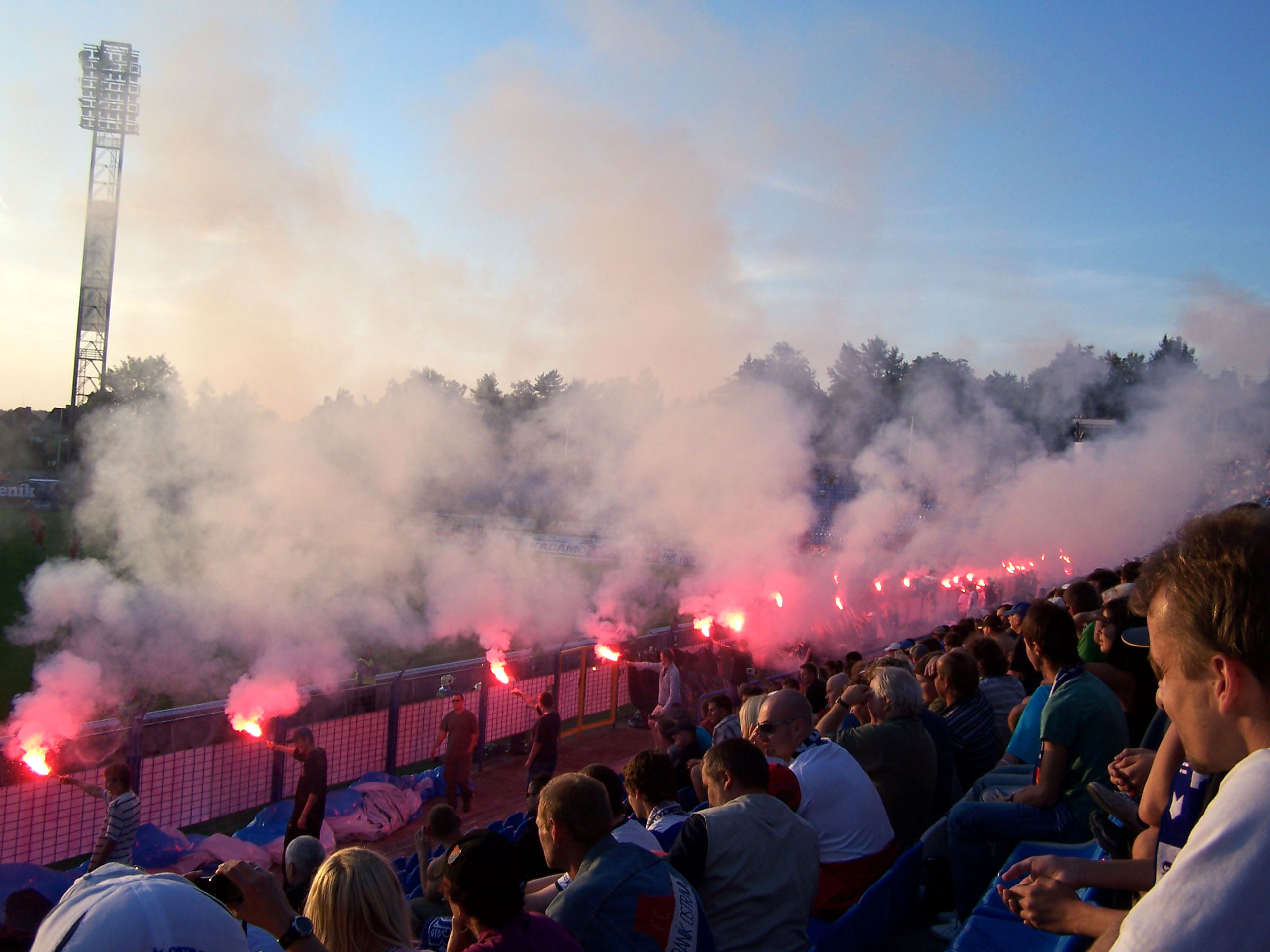
Баник

Ежегодно проходят легкоатлетические соревнования — Гран-при Остравы.
FIMBA Чемпионат Европы по баскетболу.
Чемпионат мира по хоккею с шайбой 2015

## Международные связи
- Почётное консульство Российской Федерации[35][36]

## Города-побратимы
- Газиантеп, Турция (9 ноября 2012)[37][38][…]
- Дрезден, Германия (1971)
- Катовице, Польша
- Ковентри, Великобритания (1957)[37][39]
- Кошице, Словакия
- Мишкольц, Венгрия
- Пирей, Греция
- Питтсбург, США
- Сплит, Хорватия
- Сумы, Украина[40]
- Уральск, Казахстан
- Шривпорт, США